# Goniurosaurus
Goniurosaurus – rodzaj jaszczurek z rodziny eublefarów (Eublepharidae).

## Zasięg występowania
Rodzaj obejmuje gatunki występujące w Azji (Chińska Republika Ludowa, Japonia i Wietnam). 

## Systematyka
Rodzaj zdefiniował w 1908 roku amerykański herpetolog Thomas Barbour w artykule poświęconym nowym gadom i płazom, opublikowanym w czasopiśmie „Bulletin of the Museum of Comparative Zoology at Harvard College”. Gatunkiem typowym jest (oznaczenie monotypowe) Goniurosaurus hainanensis.

### Etymologia
- Goniurosaurus (Gonyurosaurus, Gouiurosaurus): gr. γωνια gōnia ‘kąt, róg’[7]; ουρα oura ‘ogon’[8]; σαυρος sauros ‘jaszczurka’[9].
- Amamisaurus: Amami, Japonia; σαυρος sauros ‘jaszczurka’[9]. Gatunek typowy (oryginalne oznaczenie): Eublepharis kuroiwae Namiye, 1912.

### Podział systematyczny
Do rodzaju należą następujące gatunki: 

- Goniurosaurus araneus Grismer, Viets & Boyle, 1999
- Goniurosaurus bawanglingensis Grismer, Haitao, Orlov & Ananjeva, 2002
- Goniurosaurus catbaensis Ziegler, Truong, Schmitz, Stenke & Rösler, 2008
- Goniurosaurus chengzheng Zhu, Liu, Bai, Román-Palacios, Li & He, 2021
- Goniurosaurus gezhi Zhu, He & Li, 2020
- Goniurosaurus gollum Qi, Wang, Grismer, Chen, Lyu & Wang, 2020
- Goniurosaurus hainanensis Barbour, 1908
- Goniurosaurus huuliensis Orlov, Ryabov, Nguyen, Nguyen & Ho, 2008
- Goniurosaurus kadoorieorum Yang & Chan, 2015
- Goniurosaurus kuroiwae (Namiye, 1912) – powiekowiec riukiański
- Goniurosaurus kwanghua Zhu & He, 2020
- Goniurosaurus kwangsiensis Yang & Chan, 2015
- Goniurosaurus liboensis Wang, Yang & Grismer, 2013
- Goniurosaurus lichtenfelderi (Mocquard, 1897)
- Goniurosaurus luii Grismer, Viets & Boyle, 1999
- Goniurosaurus nebulozonatus Kurita & Toda, 2024
- Goniurosaurus orientalis (Maki, 1931)
- Goniurosaurus sengokui Honda & Ota, 2017
- Goniurosaurus sinensis Zhou, Peng, Hou & Yuan, 2019
- Goniurosaurus splendens (Nakamura & Uéno, 1959)
- Goniurosaurus toyamai Grismer, Ota & Tanaka, 1994
- Goniurosaurus varius Qi, Grismer, Lyu, Zhang, Li & Wang, 2020
- Goniurosaurus wangshu Zhu, Wu, Liu, Bai, Román-Palacios, Li & He, 2022
- Goniurosaurus yamashinae (Okada, 1936)
- Goniurosaurus yingdeensis Wang, Yang & Cui, 2010
- Goniurosaurus zhelongi Wang, Jin, Li & Grismer, 2014
- Goniurosaurus zhoui Zhou, Wang, Chen & Liang, 2018